# Namorzynek maskareński
Namorzynek maskareński (Acrocephalus rodericanus) – gatunek małego ptaka z rodziny trzciniaków (Acrocephalidae). Bliski zagrożenia wyginięciem.

## Występowanie
Gatunek ten występuje endemicznie na wyspie Rodrigues należącej do Republiki Mauritiusu. Jego populacja systematycznie malała aż do roku 1979, kiedy ornitolodzy doliczyli się 17 ptaków (w tym 8 par). Od 1982 roku liczba ta systematycznie rosła, by w 1999 osiągnąć pułap 150 dorosłych osobników. Badania przeprowadzane do roku 2004 wskazywały, że liczebność populacji utrzymuje się na mniej więcej stałym poziomie, ale później wzrost liczebności gwałtownie przyśpieszył.
Środowiskiem naturalnym namorzynka maskareńskiego są gęste zarośla, szczególnie te zdominowane przez introdukowane na wyspę czapetki jambos (Syzygium jambos), wśród których w 1999 roku 78% populacji wyprowadzało lęgi (gęstość zasiedlenia tego typu obszarów wynosiła wówczas około 2,3 osobnika na hektar). Ponadto w nieco mniejszym zagęszczeniu (0,5 osobnika na hektar) występuje na plantacjach mahoniowców (Swietenia), tabebui (Tabebuia) i araukarii (Araucaria). Z niezrozumiałych dla ornitologów przyczyn namorzynek maskareński nie zasiedlił do tej pory części obszarów o odpowiednim składzie gatunkowym roślin.

## Cechy gatunku
Trzciniak średniej wielkości – długość ciała dorosłego osobnika około 13,5 cm. Upierzenie grzbietu oliwkowobrązowe, brzucha zielonkawoszare. Gatunek ten charakteryzują ponadto stosunkowo długi, żółtaworóżowy dziób oraz szare nogi.

## Lęgi
Okres lęgowy trwa od końca września do marca. Gniazdo w kształcie miski wisi do 9 metrów nad ziemią zawieszone na rozdwojeniu gałęzi. Samica składa od 2 do 3 jaj, opiekę nad potomstwem sprawuje zarówno samiec, jak i samica. Niektóre pary przystępują do lęgu dwukrotnie w ciągu jednego sezonu.

## Zachowanie
Namorzynek maskareński większość czasu spędza na szukaniu owadów w koronach drzew.

## Status i zagrożenia
W latach 50. i 60. XX wieku roślinność naturalna wyspy została prawie całkowicie zniszczona przez miejscową ludność z powodu wyrębu drzew i wypalania lasów dla celów rolniczych. Rodrigues stała się przez to jedną z najbardziej zdegradowanych wysp tropikalnych. Działania podjęte w latach 70. mające na celu ponowne utworzenie areału lęgowego spowodowały wzrost populacji namorzynka maskareńskiego. Zdołał on przystosować się do nowo powstałych zadrzewień składających się głównie z gatunków introdukowanych. Aby ograniczyć zapotrzebowanie na drewno opałowe, zaczęto na masową skalę używać gazu ziemnego. Do wzrostu liczebności gatunku w ciągu ostatnich lat przyczynił się również brak klęsk żywiołowych. W dzisiejszych czasach największym zagrożeniem dla namorzynka maskareńskiego są plądrujące ich gniazda szczury, a ponadto zdziczałe koty.
IUCN od 2013 roku uznaje namorzynka maskareńskiego za gatunek bliski zagrożenia (NT, Near Threatened); wcześniej, od 2000 roku klasyfikowany był jako gatunek zagrożony (EN, Endangered), a od 1994 jako krytycznie zagrożony (CR, Critically Endangered). Liczebność populacji szacuje się na 2000–2700 dorosłych osobników, a jej trend nadal uznawany jest za wzrostowy.